# Лінія МЦД-4
Лінія МЦД-4 (також — Калузько-Нижньогородський, раніше — Київсько-Горківський діаметр або Четвертий діаметр) — четверта лінія Московських центральних діаметрів, відкрита 9 вересня 2023
.
Маршрут проходить між містом Апрелєвкою та Желєзнодорожним, перетинаючи Москву, і сполучає Київський та Горьківський напрямки Московської залізниці.
Маршрут має довжину 86 км і налічує 36 пунктів зупинки

на момент запуску, ще два (Єрмакова Роща та Москва-Станколіт) планується відкрити після 2025 року.
Маршрут передбачає 18 зупинні пункти з пересадкою на станції Московського метрополітену, МЦК та залізничні платформи радіальних напрямків.
На схемах і покажчиках позначається кодом  і кольором «ментол» (зелено-бірюзовим)
.

## Пересадки
| Станція                                            | Пересадка на лінію          | На станцію                                         |
| -------------------------------------------------- | --------------------------- | -------------------------------------------------- |
| Аміньєвська                                        | Велика кільцева             | Аміньєвська                                        |
| Мінська                                            | Солнцевська                 | Мінська                                            |
| Поклонна                                           | Арбатсько-Покровська        | Парк Перемоги                                      |
| Поклонна                                           | Солнцевська                 | Парк Перемоги                                      |
| Кутузовська                                        | Філівська                   | Кутузовська                                        |
| Кутузовська                                        | МЦК                         | Кутузовська                                        |
| Тестовська                                         | Філівська                   | Виставкова                                         |
| Тестовська                                         | Філівська                   | Міжнародна                                         |
| Тестовська                                         | Солнцевська                 | Діловий центр                                      |
| Тестовська                                         | Велика кільцева             | Діловий центр                                      |
| Тестовська                                         | Велика кільцева             | Шелепиха                                           |
| Тестовська                                         | МЦК                         | Діловий центр                                      |
| Тестовська                                         | МЦД-1                       | Тестовська                                         |
| Бігова                                             | Тагансько-Краснопресненська | Бігова                                             |
| Бігова                                             | МЦД-1                       | Бігова                                             |
| Москва-Пасажирська-Смоленська (Білоруський вокзал) | Замоскворіцька              | Білоруська                                         |
| Москва-Пасажирська-Смоленська (Білоруський вокзал) | Кільцева                    | Білоруська                                         |
| Москва-Пасажирська-Смоленська (Білоруський вокзал) | МЦД-1                       | Москва-Пасажирська-Смоленська (Білоруський вокзал) |
| Савеловська                                        | Серпуховсько-Тимірязєвська  | Савеловська                                        |
| Савеловська                                        | Велика кільцева             | Савеловська                                        |
| Савеловська                                        | МЦД-1                       | Москва-Бутирська (Савеловський вокзал)             |
| Мар'їна Роща                                       | Люблінсько-Дмитровська      | Мар'їна Роща                                       |
| Мар'їна Роща                                       | Велика кільцева             | Мар'їна Роща                                       |
| Мар'їна Роща                                       | МЦД-2                       | Мар'їна Роща                                       |
| Ризька                                             | Калузько-Ризька             | Ризька                                             |
| Ризька                                             | Велика кільцева             | Ризька                                             |
| Ризька                                             | МЦД-2                       | Ризька                                             |
| Ризька                                             | МЦД-3                       | Ризька                                             |
| Площа трьох вокзалів                               | Сокольницька                | Комсомольська                                      |
| Площа трьох вокзалів                               | Кільцева                    | Комсомольська                                      |
| Площа трьох вокзалів                               | МЦД-2                       | Площа трьох вокзалів                               |
| Москва-Пасажирська-Курська (Курський вокзал)       | Арбатсько-Покровська        | Курська                                            |
| Москва-Пасажирська-Курська (Курський вокзал)       | Кільцева                    | Курська                                            |
| Москва-Пасажирська-Курська (Курський вокзал)       | Люблінсько-Дмитровська      | Чкаловська                                         |
| Москва-Пасажирська-Курська (Курський вокзал)       | МЦД-2                       | Москва-Пасажирська-Курська (Курський вокзал)       |
| Серп і Молот                                       | Калінінська                 | Площа Ілліча                                       |
| Серп і Молот                                       | Люблінсько-Дмитровська      | Римська                                            |
| Серп і Молот                                       | МЦД-2                       | Москва-Товарна-Курська                             |
| Нижньогородська                                    | Велика кільцева             | Нижньогородська                                    |
| Нижньогородська                                    | Некрасовська                | Нижньогородська                                    |
| Нижньогородська                                    | МЦК                         | Нижньогородська                                    |
| Чухлинка                                           | МЦД-3                       | Перово                                             |
| Новогіреєво                                        | Калінінська                 | Новогіреєво                                        |
| Реутово                                            | Калінінська                 | Новокосино                                         |